# محمودلو (صائم بی‌لی)
محمودلو (به ترکی استانبولی: Mahmutlu) یک منطقهٔ مسکونی در ترکیه است که در صائم‌بیلی واقع شده‌است.